# Jill Esmond
Jill Esmond (Londra, 26 gennaio 1908 – Wimbledon, 28 luglio 1990) è stata un'attrice britannica.

## Biografia
Jill Esmond Moore nacque a Londra da genitori entrambi attori e, seguendo le loro orme, debuttò a teatro nel 1927, poco dopo la morte improvvisa del padre. Due anni dopo, ormai attrice teatrale affermata, incontrò l'allora quasi sconosciuto Laurence Olivier. I due iniziarono a lavorare insieme e nel 1930 convolarono a nozze. 
Durante una tournée teatrale a Broadway, i due coniugi entrarono in contatto con il cinema e decisero di passare dal palcoscenico al grande schermo. Dopo un promettente inizio di carriera (il maggior numero di film girati in successione è del 1931) le offerte per Jill Esmond iniziarono a calare e la maternità (il figlio Tarquin nacque nel 1936) la allontanò dalle scene in maniera quasi definitiva. 
Nel 1937, la Esmond apparve insieme a Olivier ne La dodicesima notte di Shakespeare al teatro Old Vic di Londra. Ma a quel punto il loro matrimonio era già in crisi a causa dell'infatuazione del marito per Vivien Leigh.
Nello stesso anno, infatti, Olivier girò Elisabetta d'Inghilterra e sul set conobbe Vivien Leigh, della quale si innamorò. Nel 1940 la Esmond chiese il divorzio per adulterio, citando la Leigh come amante del marito. Dopo il divorzio riprese a lavorare, ma presto si rese conto di essere messa in ombra dall'ingombrante fama dell'ex marito e dalla Leigh, ormai lanciati come star del cinema, mentre lei si ritrovò protagonista o comprimaria di film drammatici che non arrivarono mai a porla sotto la piena luce dei riflettori. 
A poco a poco diradò le sue apparizioni cinematografiche, ritirandosi definitivamente nel 1955. 
Jill Esmond morì nel 1990.

## Filmografia
- The Chinese Bungalow, regia di Arthur Barnes e J.B. Williams (1930)
- Fiamma d'amore (The Skin Game), regia di Alfred Hitchcock (1931)
- The Eternal Feminine, regia di Arthur Varney (1931)
- Once a Lady, regia di Guthrie McClintic (1931)
- Ladies of the Jury, regia di Lowell Sherman (1932)
- Giuro di dire la verità (State's Attorney), regia di George Archainbaud (1932)
- Is My Face Red?, regia di William A. Seiter (1932)
- Thirteen Women, regia di George Archainbaud (1932)
- F.P.1, regia di Karl Hartl (1933)
- No Funny Business, regia di Victor Hanbury e John Stafford (1933)
- On the Spot (1938, TV, BBC) - Minn Lee
- Prison Without Bars (1939, TV, BBC) - Carol Linden
- On the Sunny Side, regia di Harold D. Schuster (1942)
- Sono un disertore (This Above All), regia di Anatole Litvak (1942)
- The Pied Piper, regia di Irving Pichel (1942)
- Journey for Margaret, regia di W. S. Van Dyke (1942)
- Prigionieri del passato (Random Harvest), regia di Mervyn LeRoy (1942)
- Le bianche scogliere di Dover (The White Cliffs of Dover), regia di Clarence Brown (1944)
- Le tre donne di Casanova (Casanova Brown), regia di Sam Wood (1944)
- Lacrime e sorrisi (My Pal Wolf), regia di Alfred L. Werker (1944)
- Il figlio di Robin Hood (The Bandit of Sherwood Forest), regia di Henry Levin (1946)
- Bedelia, regia di Lance Comfort (1946)
- Il fuggitivo (Escape), regia di Joseph L. Mankiewicz (1948)
- Private Information, regia di Fergus McDonnell (1951)
- Gente di notte (Night People), regia di Nunnally Johnson (1954)
- A Man Called Peter, regia di Henry Koster (1955)

## Doppiatrici italiane
- Giovanna Scotto in Gente di notte